# Parerigone macrophthalma
Parerigone macrophthalma là một loài ruồi trong họ Tachinidae.